# نيد شيريدان
نيد شيريدان (3 يناير 1842 بسيدني في أستراليا - 30 نوفمبر 1923) (بالإنجليزية: Ned Sheridan)‏ هو لاعب كريكت أسترالي.

## وصلات خارجية
- نيد شيريدان على موقع إي آس بي آن كريك إنفو (الإنجليزية)